# Кадваладр, Бетси
Бетси Кадваладр (24 мая 1789, Лланикил, Гуинет — 17 июля 1860, Лондон), также известная как Бети Кадваладр и Бетси Дэвис работала медсестрой во время Крымской войны вместе с Флоренс Найтингейл. Различные взгляды на ведение дел в госпитале и социальное положение было источником их постоянных разногласий. Её именем назван Совет по здравоохранению Университета Бетси Кадваладр (валл. Bwrdd Iechyd Prifysgol Betsi Cadwaladr), крупнейшей организации здравоохранения в Уэльсе. В 2016 году она была внесена в список «50 величайших валлийских мужчин и женщин всех времен» и опередила таких известных валлийцев, как певец Том Джонс, актёр Энтони Хопкинс, Т. Э. Лоуренс и Айвор Новелло.

## Происхождение
Подробности личной жизни Бетси Кадваладр, за исключением дат рождения и смерти, а также начала и конца её службы в качестве одной из медсестёр Флоренс Найтингейл, почерпнуты из её книги «Автобиография Элизабет Дэвис, медсестры из Балаклавы, дочери Давита Кадваладра», составленной на основе записей их разговоров с историком и редактором книги Джейн Уильямс.
Элизабет Кадваладр родилась в 1789 году в Лланисиле, недалеко от Бала, Уэльс, и была одной из 16 детей проповедника Давита Кадваладра (валл. Dafydd Cadwaladr). Она выросла на ферме Пен-Рив в Лланисиле, мать Бетси умерла, когда ей было всего пять лет. Вскоре после этого Кадваладр получила от кальвинистского священника Томаса Чарльза копию Библии, которую очень ценила, так как считала, что она дала ей цель в жизни.

## Детство и юность
Кадваладр устроилась горничной в Plas yn Dre, где научилась работать по дому, говорить по-английски и играть на тройной арфе. Однако ей там не нравилось, и в 14 лет она сбежала через окно спальни, сделав верёвку из простыней, таким образом покинув Балу. После она устроилась работать прислугой в Ливерпуле. В этот период она сменила фамилию на Дэвис, потому что её было легче произносить, хотя некоторые источники утверждают, что на самом деле она родилась под этим именем. Позже Кадваладр снова вернулась в Уэльс, но вскоре сбежала в Лондон к своей сестре, чтобы избежать брака. В Лондоне, она впервые познакомилась с театром, который вызвал у неё большой интерес.
Работая горничной и помощницей, она много переезжала по миру и полюбила путешествия. Кадваладр была во Франции во время битвы при Ватерлоо и посетила поле битвы, где её тронуло тяжёлое положение раненых. В 1820 году 31-летняя Кадваладр, оказавшись в родном городе, сочла его «скучным». Позже она стала горничной капитана корабля и много лет путешествовала, посетила Южную Америку, Африку и Австралию. Иногда она декламировала Шекспира на борту корабля, а также беседовала с пассажирами, так она повстречала миссионера Уильяма Кэри и епископа Хибера. В то время у неё не было медицинского образования, но она принимала участие в уходе за больными, а также принимала роды на борту корабля. Кадваладр утверждала, что во время путешествий ей сделали предложение более 20 мужчин, несмотря на её упрямый и независимый характер.

## Работа в качестве медсестры
Вернувшись в Великобританию, Бетси решила пройти обучение на курсе медсестёр в лондонской больнице Guy’s. Прочитав в газете статью Уильяма Ховарда Рассела о страданиях солдат во время Крымской войны, в 1854 году она написала заявление, чтобы её отправили на медсестринскую службу в Крым, несмотря на попытки сестры Бриджит отговорить её. Медсёстры отправились в Крым 2 декабря 1854 года во главе с Мэри Стэнли, среди них была Бетси Кадваладр. Когда корабль прибыл в Стамбул, оказалось, что они там не нужны. Контролировавшая британский госпиталь Флоренс Найтингейл заставляла их чинить старые рубашки и сортировать гниющее белье вместо того, чтобы направить на Крымский полуостров. Кадваладр, скучающая и расстроенная, винила в этом Флоренс Найтингейл, к которой, по свидетельству очевидцев, она прониклась глубокой неприязнью. Найтингейл, по словам Бетси, угрожала передать её другому суперинтенданту, на что Бетси ответила: «Вы меня считаете собакой или животным, чтобы меня вот так передавать? У меня есть собственная воля».
После десяти дней в британском военном госпитале и после ожесточённой конфронтации с Флоренс Найтингейл (которая была слишком властной с теми, кого она считала нижестоящими в социальном плане), ей удалось попасть в британский военный госпиталь в Балаклаве. По её собственному признанию, благодаря своей энергии, находчивости и отсутствию щепетильности она смогла наладить эффективную работу. Примерно через шесть недель её назначили заведующей кухней, на которой готовили еду для ослабленных раненых солдат. Кадваладр часто обходила правила, чтобы более оперативно и качественно реагировать на постоянно меняющиеся потребности больных. Позже Найтингейл всё же признала высокий профессионализм Кадваладр и прогресс, достигнутый ею в борьбе с антисанитарными условиями. Она дважды посетила Балаклаву и, увидев изменения, вызванные деятельностью Кадваладр, отдала должное её заслугам и достижениям.,
Кадваладр готовила, убирала и кормила раненых, иногда работая по двадцать часов в сутки и спала, когда находила время, на полу с семью другими медсёстрами. Такие условия неизбежно сказались на здоровье женщины, которой было более семидесяти лет. Она вернулась в Британию по рекомендации Флоренс Найтингейл на государственную пенсию «с ослабленным здоровьем… и без всякого обеспечения».

## Смерть

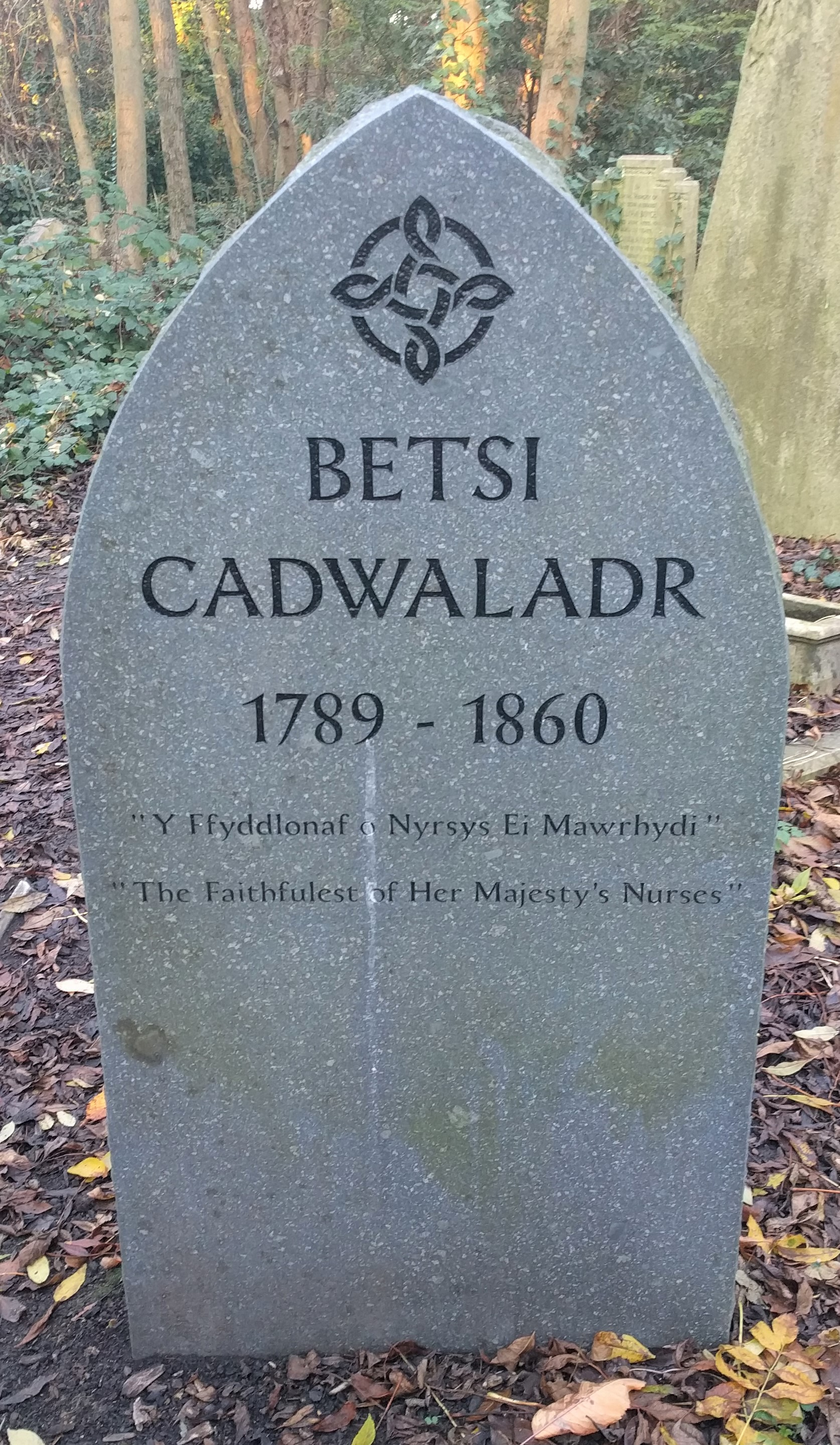
Надгробие на могиле Кадваладр в 2012 году

Условия жизни в Крыму отразились на здоровье Кадваладр. Она поселилась в доме своей сестры в Лондоне, там были написаны её мемуары с крайне едкими комментариями по поводу Флоренс Найтингейл и дел в Крыму, которые были опубликованы в 1857 году и заканчивались просьбой, полной отчаяния: «Уведомление: на закате жизни героиня этого повествования остаётся без присмотра и средств. Она очень хочет устроиться на работу в какое-нибудь государственное учреждение…». Последние годы своей жизни она провела в бедности, умерла в доме своей сестры Бриджит в Лондоне 17 июля 1860 года и была похоронена как нищая в секции для бедняков на кладбище Эбни-Парк на севере Лондона. В августе 2012 года на её могиле был установлен новый мемориальный камень.

## Королевский колледж медсестер в Уэльсе
Запоздалая известность и признание пришли в 2009 году: в День медсестер в 2005 году, по просьбе председателя правления RCN Welsh Эйрлис Уоррингтон, профессор Донна М. Мид OBE OStJ FRCN обратилась к Королевскому колледжу медсестер в Уэльсе с речью «Сестринское дело сейчас и в прошлом». Упомянув достижения таких знаменитых пионеров-медсестёр как Флоренс Найтингейл и Мэри Сикол, она заявила, что настало время Уэльсу признать и собственную героиню-медсестру. Профессор Мид при поддержке Королевского колледжа медсестер в Уэльсе стала ведущей сторонницей распространения сведений о достижениях Бетси Кадваладр. На побережье северного Уэльса был создан крупнейший совет по здравоохранению. В Совет по здравоохранению имени Бетси Кадваладр вошли шесть местных советов по здравоохранению, в нём работает более 18 000 сотрудников.
После этого произошло несколько событий, в том числе организована лекция RCN Wales имени Бетси Кадваладр, которую читали:
- 2006 Сью Эссекс[англ.], прочитавшая вступительную лекцию.
- 2008 Профессор Джулиан Тюдор Харт, который в 1970-х описал закон о количестве необходимых медицинских услуг[англ.].
- 2010 Джули Морган[англ.], депутат британского и валлийского парламента.
- 2012 Кристин Мэри Эванс, врач.
- 2014 Рой Лилли[англ.], писатель, телеведущий и комментатор NHS.
- 2017 Розмари Батлер[англ.], бывший депутат валлийского парламента и его председательница.

В 2014 году по результатам опроса 50 величайших валлийцев всех времен, проведенного Western Mail, Бетси Кэдваллидр оказалась 38-й, опередив певца Тома Джонса (39), актёра Энтони Хопкинса (46), автора песен Айвора Новелло (44) и спортсменов Райана Гиггза (50) и Джона Чарльза (48).
В ознаменование столетия Международного женского дня в 2011 году Национальная федерация женских институтов Уэльса (NFWI-Wales) организовала лекции о вдохновляющих женщинах в Кардиффе, Лланголлене и Кармартене. Профессор Донна Мид, выступавшая в Кармартене, выбрала Бетси Кадваладр. После мероприятия NFWI-Уэльс выпустил буклет, содержащий презентации со всего Уэльса. Выяснилось, что Бетси Кадваладр выбрала ещё и Гретта Картрайт, выступавшая в Лланголлене, поэтому она оказалась упомянута в буклете дважды.

## Работы
- Автобиография Элизабет Дэвис, 1857 г. Переиздано под названием Betsy Cadwaladyr: A Balaclava Nurse, 2015.ISBN 9781909983274
- Харт, JT (1971). The Inverse Care Law. The Lancet. 1: 405-12. DOI: 10.1016 / s0140-6736 (71) 92410-х.